# Sekonda
Sekonda es una marca de relojes de pulsera fundada en 1966 en la URSS, que a partir de 1993 centralizó sus operaciones en el Reino Unido.

## Historia
La marca Sekonda fue fundada en 1966 en la Unión Soviética, y sus relojes eran producidos originalmente en la Primera Fábrica de Relojes de Moscú y en la Fábrica de Relojes de Petrodvorets de Leningrado. Muchos de los relojes Sekonda de la era soviética exportados a Occidente eran modelos de origen Poljot o Raketa, a los que se cambiaba la marca.
La firma fue creada por ChasProm en 1966, con el objetivo de exportar los mejores relojes de todas las fábricas de relojes de la URSS, incluida Slava. Las factorías que producían los relojes Sekonda (generalmente, rebautizando sus otras marcas) eran:
- Primera Fábrica de Relojes de Moscú (Poljot)
- Segunda Fábrica de Relojes de Moscú (Slava)
- Fábrica de Relojes de Uglich (Chaika)
- Fábrica de Relojes de Petrodvorets (Raketa)
- Fábrica de Relojes de Minsk (Luch)
- Fábrica de Relojes de Chelyabinsk (Molnija)
- Fábrica de Relojes de Penza (Zarja)
- Fábrica de Relojes de Chistopol (Vostok)
- Fábrica de Maslennikov (ZIM, Pobeda, EleKtronika)
- Integral Electronics (Elektronika-5)[5]

Tras la desintegración de la Unión Soviética, Sekonda dejó de tener vínculos con Rusia y todos sus relojes pasaron a producirse en fábricas de Hong Kong a partir de 1993. La firma también comercializa relojes bajo las marcas SEKSY (para moda femenina), ONE (para moda masculina) y Xpose (para estilos de vida al aire libre exigentes para ambos sexos).

## Publicidad
- En la década de 1990, la firma emitió un anuncio de televisión protagonizado por la banda de ska británica Madness.
- Entre 1998 y 2002, Sekonda fue el patrocinador principal de la Superleague, por entonces la máxima categoría del hockey sobre hielo británico, competición precursora de la Elite League.